# The Catch: Carp & Coarse
The Catch: Carp & Coarse è il terzo videogioco di pesca sviluppato e pubblicato da Dovetail Games il 29 giugno 2020 per PlayStation 4, Xbox One e Microsoft Windows.

## Novità
Il videogioco mostra subito delle nuove e ben evidenti caratteristiche rispetto al suo predecessore:
- Aggiunte ben 17 specie di pesci in più rispetto al gioco precedente;
- 150 pesci boss leggendari;
- Aggiunti nuovi articoli di attrezzatura con più di 20 partner autorizzati;
- Aggiunti nuovi laghi;
- Miglioramenti visivi;
- Mentre si gira per i predatori, si potranno anche impostare le trappole per le carpe;
- Aggiunta la pesca con il galleggiante;
- Aggiunti i sottotitoli in francese, polacco, cinese semplificato, tedesco e spagnolo;
- Migliorata l'intelligenza artificiale dei pesci.[2]

## Laghi
In ogni lago presente nel gioco, è possibile muoversi e perlustrarlo scegliendo liberamente dove andarsi a posizionare (in grassetto i laghi nuovi):
- Loch Mickle (con il famigerato mostro di Loch Ness);
- Fiume Rotterdam;
- River Ebro;
- Pearl Lake;
- Okslease Lake.[3]

Laghi che si possono aggiungere tramite DLC:
- Lago della Bestia;
- Lago Morello di Villarosa;
- Lacul Ursului.

## Pesci
Vi sono ben 35 specie di pesci presenti nel gioco:
- Alborella;
- Anguilla;
- Carpa Koi;
- Black bass o Persico Trota;
- Black bass della Romania;
- Scardola;
- Carassio;
- Carassio Dorato;
- Luccio;
- Luccio Perca;
- Luccio del Nord;
- Persico Europeo;
- Ide;
- Barbo;
- Carpa argentata;
- Carpa fantasma;
- Carpa cuoio;
- Carpa erbivora;
- Carpa alpina;
- Carpa comune;
- Carpa a specchi;
- Carpione;
- Spigola;
- Abramide;
- Tinca;
- Siluro;
- Storione;
- Persico Reale;
- Persico Sole;
- Mostro di Loch Ness;
- Gardon o Rutilo;
- Pescegatto;
- Pescegatto punteggiato;
- Triotto;
- Trota Fario;
- Trota Lacustre.